# Aversovalva
Aversovalva is een geslacht van kreeftachtigen uit de klasse van de Ostracoda (mosselkreeftjes).

## Soorten
- Aversovalva antarctica (Müller, 1908)
- Aversovalva antipodum (Whatley & Downing, 1984) Warne, 1987 †
- Aversovalva arrectihypha Crane, 1965 †
- Aversovalva atlantica Whatley & Coles, 1987
- Aversovalva aurea (Hornibrook, 1952) Crane, 1965 †
- Aversovalva brandaoae Yasuhara, Cronin, Hunt & Hodell, 2009 †
- Aversovalva carolinensis Yasuhara, Okahashi & Cronin, 2009
- Aversovalva cooperi McKenzie, Reyment & Reyment, 1991 †
- Aversovalva formosa Coles & Whatley, 1989 †
- Aversovalva fossata (Skinner, 1956) Crane, 1965 †
- Aversovalva hydrodynamica Whatley & Coles, 1987
- Aversovalva lancei Carbonnel, 1969 †
- Aversovalva nairana McKenzie, Reyment & Reyment, 1993 †
- Aversovalva pinarensis (Bold, 1946) Coles, Ayress & Whatley, 1990 †
- Aversovalva punctata Crane, 1965 †
- Aversovalva staringi (Veen, 1936) Clarke, 1983 †
- Aversovalva striatum (Ciampo, 1986) †
- Aversovalva tenuiculum Damotte, 1965 †
- Aversovalva vscripta (Veen, 1936) Deroo, 1966 †
- Aversovalva wurdigae Coimbra, Carreño & Michelli, 1999
- Aversovalva yaringa McKenzie, Reyment & Reyment, 1993 †